# Geneva Robertson-Dworet
Geneva Robertson-Dworet (Baltimore, Estados Unidos, 8 de maio de 1985) é uma roteirista americana. Ela ganhou destaque após ser contratada em 2015 para reescrever o roteiro do reboot de Tomb Raider de 2018, estrelado por Alicia Vikander e dirigido por Roar Uthaug. Ela co-escreveu o roteiro de Capitão Marvel (2019) da Marvel Studios. Ela também foi co-showrunner e co-criadora da aclamada adaptação televisiva da franquia de videogame Fallout para o Amazon Prime Video.
Ela foi escolhida para escrever o roteiro do filme Gotham City Sirens de David Ayer, como parte do Universo Estendido DC. Além disso, ela escreveu o terceiro Sherlock Holmes, a mais nova adaptação do RPG Dungeons & Dragons, e o roteiro de Artemis.
Ela foi originalmente escalada para co-escrever Silver & Black, da Sony Pictures, um filme em equipe sobre os personagens do Homem-Aranha, Black Cat e Silver Sable, com Lindsey Beer. No entanto, o filme foi retirado do cronograma de produção da Sony e o futuro do projeto não está claro.
Ela está definida como co-escritora dos filmes Star Trek de Matt Shakman e o Live Action de Bambi, ambos com Lindsey Beer.
Robertson-Dworet formou-se em 2007 pela Harvard College. Ela escreveu para The Harvard Lampoon durante seu tempo na faculdade.

## Filmografia

### Filmes
| Ano  | Título        | Diretor(es)             | Notas |
| ---- | ------------- | ----------------------- | --- |
| 2018 | Tomb Raider   | Rugido Uthaug           | Co-escreveu a história com Evan Daugherty Co-escreveu o roteiro com Alastair Siddons                                              |
| 2019 | Capitã Marvel | Anna Boden e Ryan Fleck | Co-escreveu o roteiro com Anna Boden e Ryan Fleck Co-escreveu a história com Nicole Perlman, Meg LeFauve, Anna Boden e Ryan Fleck |

### Televisão
| Ano  | Título  | Notas                            |
| ---- | ------- | -------------------------------- |
| 2024 | Fallout | Showrunner e produtora executiva |